# El Ciruelo
El Ciruelo è un comune (corregimiento) della Repubblica di Panama situato nel distretto di Pesé, provincia di Herrera. Si estende su una superficie di 45,7 km² e conta una popolazione di 823 abitanti (censimento 2010).